# Hertigdömet Aten
Hertigdömet Aten var en korsfararstat i Grekland som bildades efter erövrandet av Bysantinska riket under det fjärde korståget 1204 och varade till 1458.

## Historia

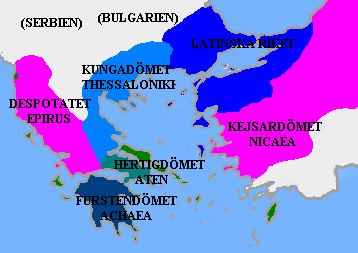
Karta över korsfararstaterna i södra Europa 1204.

Den första hertigen av Aten var Otto de la Roche som var en lågadlig riddare från Burgund och deltog i det fjärde korståget. Även om han var känd som “hertig av Aten“ från statens grundande 1205 blev det inte en officiell titel förrän 1280.
Aten var ursprungligen en vasallstat till kungadömet Thessaloniki och var en del av det Latinska riket men då Thessaloniki blev erövrat 1224 av det bysantinska despotatet Epirus blev den en vasall till furstendömet Achaea.
Hertigdömet utgjorde hela Attika halvön och utvidgades senare in i Makedonien och delade en obestämd gräns med Thessaloniki och Epirus. Hertigdömet höll inga öar i Egeiska havet eftersom de låg under Republiken Venedigs domäner. Byggnaderna vid Akropolis utgjorde hertigen av Atens palats.
Hertigdömet hölls av la Roche-ätten tills 1308 då det övergick till Valter V av Brienne. Valter V hyrde in det Katalanska kompaniet som var en grupp legosoldater att slåss mot de bysantinska efterträdarstaterna kejsardömet Nicaea och despotatet Epirus. Men när han försökte lura och mördade dem 1311 gick hans planer i baklås och katalanerna besegrade och dödade honom i slaget vid Halmyros och tog över hertigdömet. Det nya maktskiftet innebar att de tidigare bysantinska och franska lagar byttes ut mot de i Katalonien samt att katalanska infördes som riksspråk. Valter V:s son Valter VI erhöll endast herreskapet över Argos och Nauplia som fortfarande erkända hans rättighet till hertigdömet.
Mellan 1318 och 1319 erövrade Aragonien Siderocaston och södra delen av Thessalien och skapade hertigdömet Neopatras som var i union med Aten. Större delen av Thessalien erövrades dock av Serbien 1337. 
1379 erövrade Navarnesiska kompaniet åt kejsaren av Latinska riket, Jakob av Baux, staden Thebe och en del av Neopatria. Aragonerna behöll dock en annan del av Neopatras och Attika.
Efter 1381 styrdes hertigdömet av Aragonien ända tills 1388 när den italienska adelsfamiljen Acciajuoli från Florens köpte Aten. Neopatres blev dessutom ockuperat 1390.
Mellan 1395 och 1402 hade Republiken Venedig en kort kontroll över hertigdömet. 
1444 blev Aten en tributstat till Konstantin Palaiologos som styrde despotatet Morea och var Bysans tronföljare. År 1456, efter Konstantinopels fall 1453, erövrades 1458 resterna av hertigdömet Aten av Osmanska riket.